# Ріу-ду-Рашту
28°24′26″ пд. ш. 49°32′46″ зх. д. / 28.40722222° пд. ш. 49.54611111° зх. д.
Формація Ріу-ду-Рашту — пізньопермська осадова геологічна формація в Південному регіоні Бразилії.

## Географія
Формація залягає переважно в бразильських штатах Санта-Катаріна, Парана та Ріу-Гранді-ду-Сул. Сформувалася в пізньопермську епоху.

## Вміст копалин
Наступні скам'янілості були знайдені в пласті:
- Рослини
  - Schizoneura
  - Glossopteris
  - Paracalamites
  - Pecopteris
- Двостулкові
  - Leinzia
  - Palaeomutela
  - Terraia
- Черевоногі
  - Pseudestheria
  - Monoleiolophus
  - Euestheria
  - Asmussia
  - Liograpta
- Синапсиди
  - Anteosauria indet.
  - Endothiodon
  - Pampaphoneus biccai
  - Rastodon procurvidens[5]
  - Tapinocephalidae indet.
  - Tiarajudens eccentricus
  - Titanosuchidae indet.
- Парарептилії
  - Provelosaurus americanus
- Земноводні
  - Australerpeton cosgriffi
  - Bageherpeton longignathus
  - Konzhukovia sangabrielensis
  - Parapytanga catarinensis
  - Rastosuchus hammeri
- Риби
  - Paranaichthys longianalis[6]
  - Actinopterygii species A-C[7]
  - Xenacanthus ragonhai[8]